# Karina Sævik
Karina Sævik, född den 24 mars 1996 i Kopervik, är en norsk fotbollsspelare.

## Karriär
Karina Sævik inledde sin seniorkarriär i Avaldsnes IL år 2013. Hon har även spelat för Kolbotn innan hon 2019  kontrakterades av Paris Saint-Germain. 2020 värvades hon av VfL Wolfsburg innan hon 2022 återvände till Norge och spel i Vålerenga Fotball Damer. Hon har även representerat det norska damlandslaget där hon debuterade år 2019.